# Áo trực lĩnh

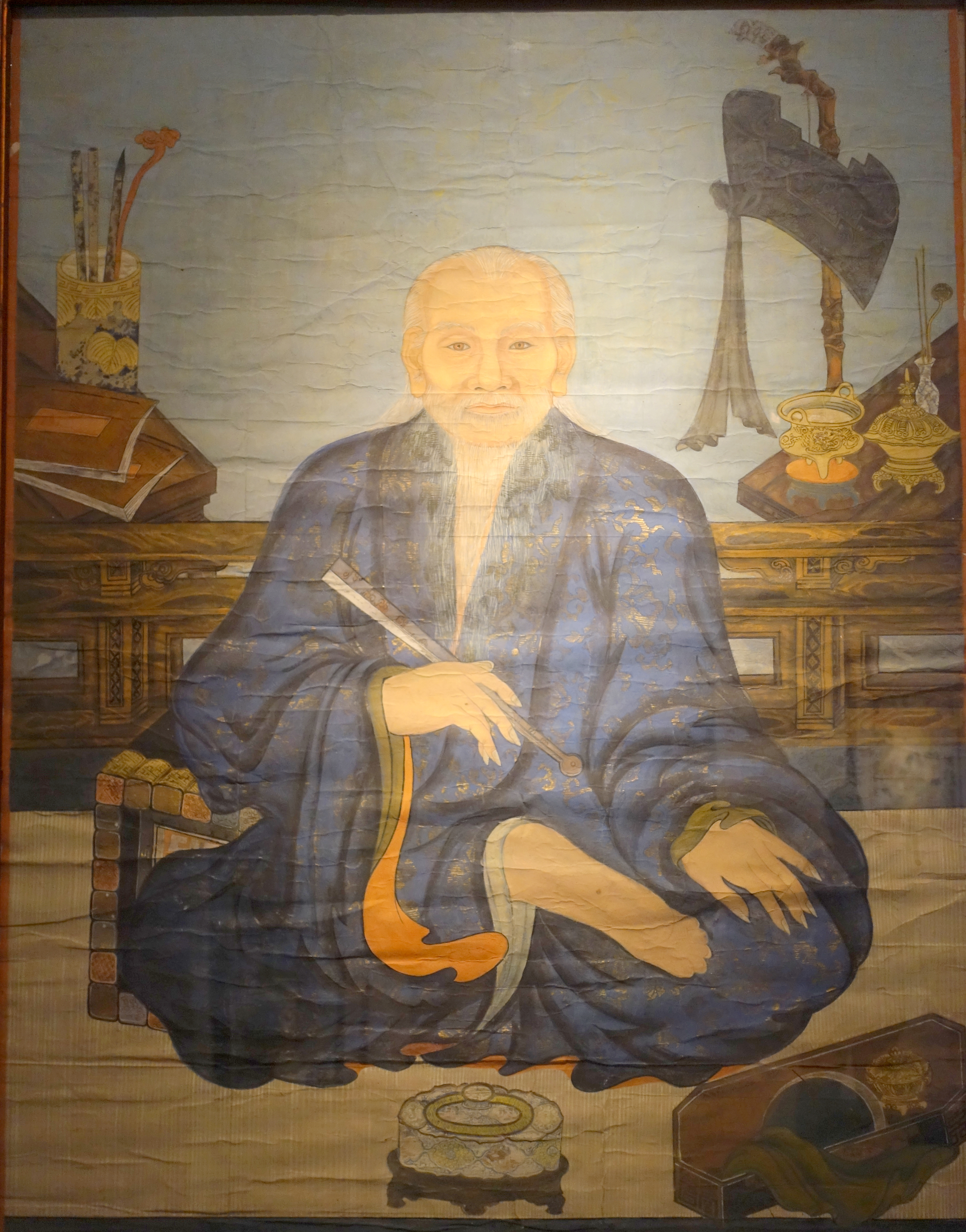
Hương cống Nguyễn Quý Kính mặc Trực lĩnh đại khâm 5 thân

Trong trang phục Việt Nam, "trực lĩnh" (Hán tự: 直領; nghĩa là cổ áo thẳng) là tên gọi chung cho đa số trang phục thời Hậu Lê. Danh từ này thường được sử dụng trong các tài liệu lịch sử, văn hóa thế kỉ XVII - XVIII. Ngoài ra còn có đoàn lĩnh (hay còn gọi là viên lĩnh, cổ áo tròn)

## Từ nguyên

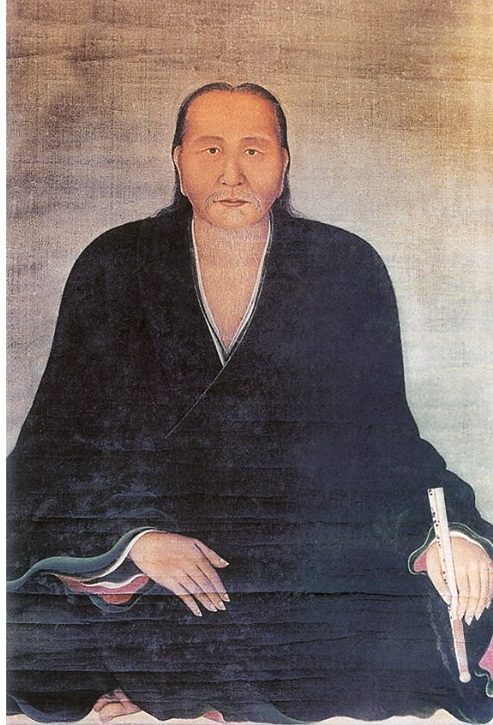
Thái phó Nguyễn Quý Đức 阮貴德 mặc Bù Long

"Trực" 直 là thẳng. "Lĩnh" 領 các từ điển cổ chú dịch là "cảnh" (頸) hoặc "hạng" (項), đều có nghĩa là phần cổ, trường hợp này hiểu là cổ áo. Trong các sách cổ Việt Nam, "lĩnh" được dịch Nôm là "tràng"(長), ví dụ sách Tam thiên tự: Y - áo: 衣-袄; Lĩnh-tràng 領-長. Khái niệm trực lĩnh chưa được thống nhất.

Danh từ "Trực lĩnh" xuất hiện rất sớm, từ điển Thích Danh thời Đông Hán định nghĩa: “Trực lĩnh, lĩnh tà trực nhi giao hạ, diệc như trượng phu phục bào phương dã". Nguyên văn: "直領,領邪直而交下,亦如丈夫服袍方也". Sách Ngàn năm áo mũ dẫn vế đầu và dịch là: “Trực lĩnh, cổ áo chếch thẳng xuống, giao nhau ở phía dưới". Vế sau so sánh với vạt cả vuông trên áo đàn ông thời nhà Hán. Chữ "bào" (袍) nguyên là "bão" (袌), nghĩa là vạt cả.  Từ "vạt cả" thường để chỉ cả tấm lớn phía ngoài của thân trước áo (gồm hai thân) hoặc để chỉ riêng chỉ thân thứ 5 ghép thêm vào tạo thành vạt ngoài. Vạt cả là bộ phận quan trọng giúp phân biệt các dạng trực lĩnh. Ba dạng trực lĩnh thường gặp là "Bù Long" (Hán tự đối khâm - 對襟, 4 thân và không có vạt cả), "Tràng bạt" (Hán tự giao lĩnh - 交領, 5 hoặc 6 thân và có vạt cả) và áo cổ thìa (5 hoặc 6 thân, có vạt cả nhưng buộc gút giữa). Khang Hy tự điển chú thích "bão" là "y chi đại khâm", nghĩa là vạt cả của áo. Thuyết văn giải tự chú có phần mục từ "cư" như sau
:
"(裾)衣袌也。袌各本作袍。今依韵會正。上文云袌、褱也。褱物謂之袌。因之衣前䘳謂之袌。方言。襌衣有袌者。趙魏之間謂之袏衣。郭云。前施袌囊也。房報切。按前施袌囊卽謂右外䘳。方言。無袌者謂之裎衣。則今之對䘳衣。無右外䘳者也。褻衣無袌。禮服必有袌。上文之袥、衸謂無袌者。唐、宋人所謂衩衣也。公羊傳曰。反袂拭面。涕沾袍。此袍當作袌。何注曰。衣前襟也。釋器。衣皆謂之襟。衱謂之裾。衱同袷。謂交領。袌連於交領。故曰衱謂之裾。"
Tạm dịch:
"Cư là "bão" áo. "Bão"(袌) các bản viết "bào" (袍), nay theo vần hội chính. Thượng Văn rằng: "bão", là bọc gói vật. Nhân đó mà vạt trước của áo gọi là "bão". Phương Ngôn: "đơn y" có "bão", thời Triệu Ngụy gọi là "tá y". Quách rằng: "bão" là "tiền thi bão nang". Xét thì thấy "tiền thi bão nang" tức là vạt phủ ngoài bên phải. Phương Ngôn: không có "bão" gọi là "trình y", tức "đối khâm y" ngày nay, không có vạt phủ ngoài bên phải. Áo lót trong không có "bão", lễ phục ắt có "bão". Trong Thượng Văn, hai chữ "tá", "giới" bình nghĩa rằng không có "bão". Người Đường, Tống gọi là "xái y". Công Dương Truyện rằng: biệt nhau lau mặt, nước mắt đẫm "bào", "bào" này đáng lẽ viết là "bão". Hà chú rằng: là vạt trước áo. Thích Khí viết: áo đều gọi là vạt, "cực" còn gọi là "cư". "Cực" với "giáp/hợp" như nhau, là cổ chéo, "bão" liền nối với cổ chéo nên "cực" cũng gọi là "cư".
Từ điển Việt cổ của Nguyễn Ngọc San giải nghĩa: Hộ Lĩnh (护領 - 護領) buộc che ngoài tràng (Chỉ nam ngọc âm giải nghĩa). Hộ lĩnh là dải vải may đè lên tràng, áp vào mép vạt, cũng gọi là nẹp cổ, có tác dụng gia cố cho tràng áo. Thông thường tràng và hộ lĩnh may cùng màu với áo, một số trường hợp hộ lĩnh làm khác màu với áo.
Bổ long hoặc Bù long (補龍) là loại trực lĩnh 4 thân mặc chéo vạt, ôm ngực và bụng người mặc. "Bù/bổ" nghĩa là góp vào, dồn vào; "long" là nói tắt của "nương long", từ cổ nghĩa là ngực hoặc bụng, trong trường hợp này hiểu là ngực. Chỉ nam ngọc âm giải nghĩa: "Hung ức giữa ngực, hung đường giữa nương"

## Phân loại theo cấu tạo

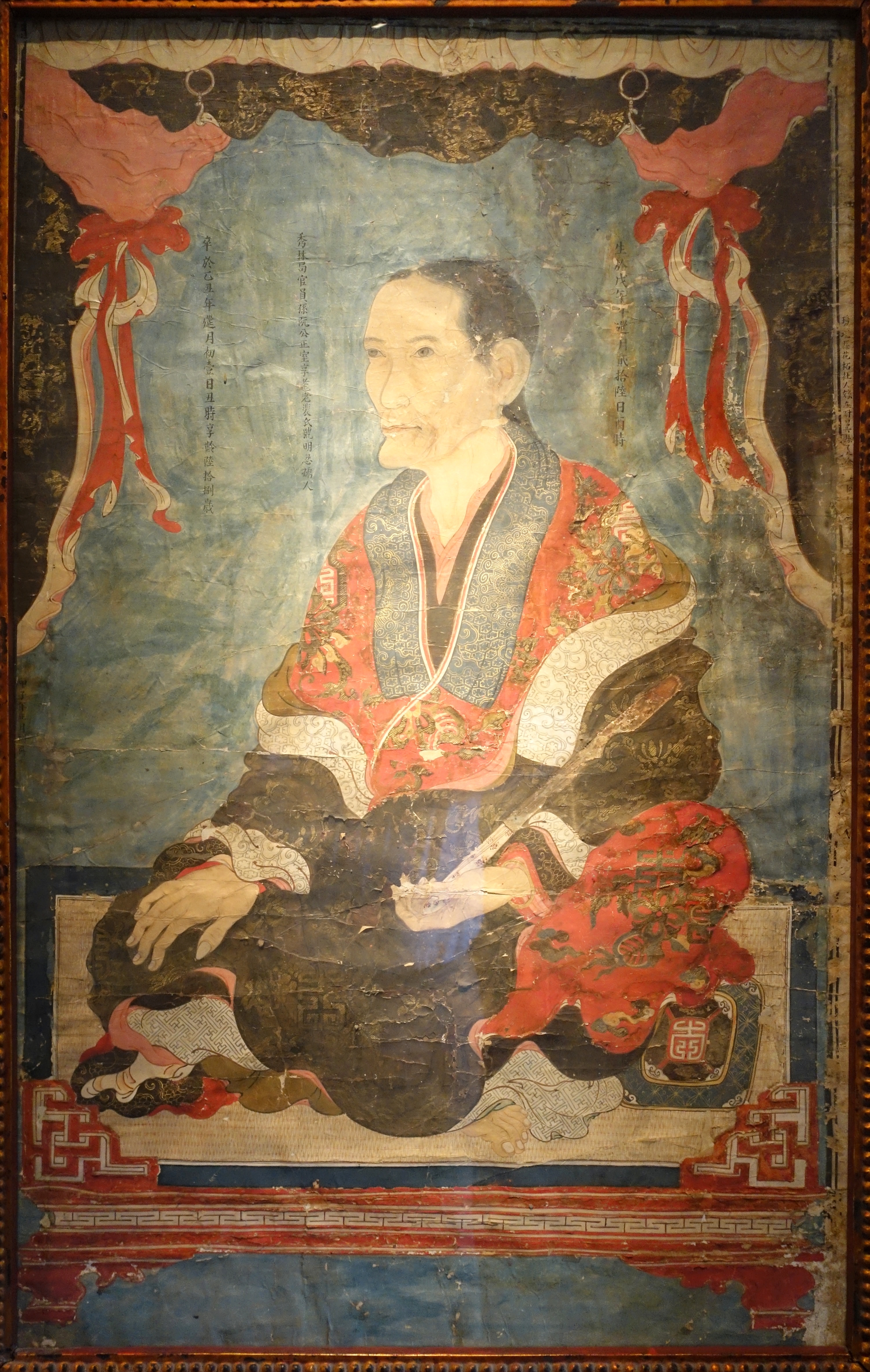
Nhụ nhân Minh Nhẫn mặc áo cổ thìa thêu 6 thân. Hạ y là thường thêu và vi quần bạch sắc dệt. Bà cầm quạt tựa vào ẩn nang

Trực lĩnh phân làm hai loại, có vạt cả (đại khâm) và không vạt cả (đối khâm)
Trong nhóm trực lĩnh đại khâm, loại buộc gút nách là Tràng bạt (長拔) ("giao lĩnh", "áo tràng xiên"). Loại không buộc gút nách được một số nhà nghiên cứu gọi là "áo cổ thìa" hoặc "áo cổ xẻ giữa" Dạng áo cổ thìa, cổ xẻ giữa có 5 hoặc 6 thân, tương tự như Tràng Vạt nhưng khác ở chỗ gút buộc dấu dưới vạt áo, gần vị trí mỏ ác của người mặc.

## Đặc điểm
- Không xẻ tà hoặc xẻ tà rất thấp[3]
- Dạng lễ phục bắt buộc phải có ống tay thụng dài[10]
- Dạng Bổ Long mặc chéo vạt che nương[7]
- Nam quần nữ xống[11]

## Trực lĩnh trong các tài liệu cổ ngoại quốc

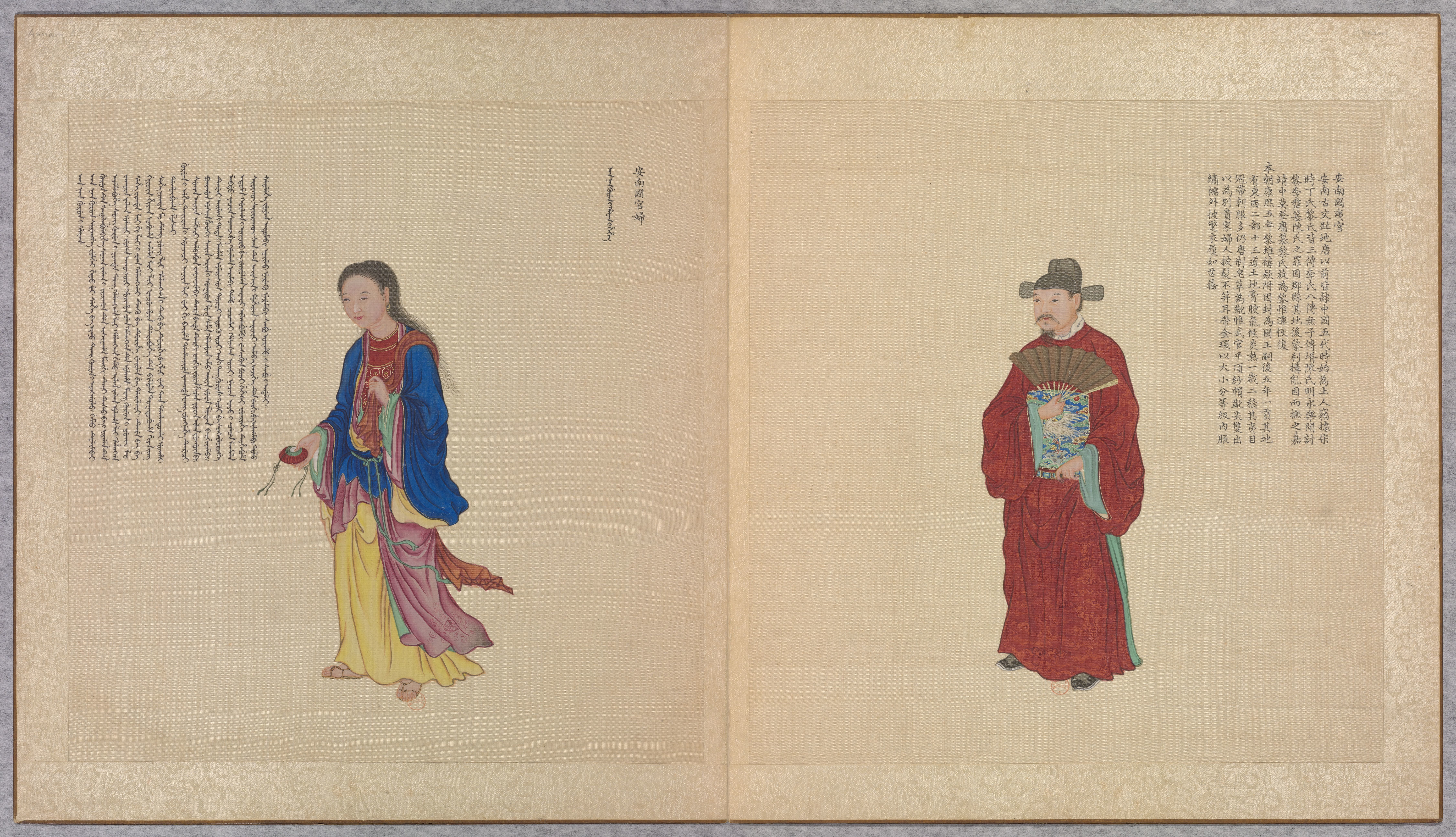
Họa phẩm sách Hoàng Thanh Chức Cống Đồ (皇清職貢圖) vị phu nhân nhà Lê mặc 3 sắc áo Bù Long để tạo 5 sắc ngũ hành, áo có thể dệt hoa diệp, hồ điệp.

Sách Hoàng Thanh chức cống đồ (皇清職貢圖), có họa các quốc gia trên thế giới, trong đó có Đại Việt thời Lê Trung hưng. Bức họa An Nam quốc di quan miêu tả phu nhân văn quan mặc 3 sắc áo Bù Long tạo nên y phục 5 sắc theo 5 hành, giới trung lưu mặc Áo Tràng vạt, nam đội liên diệp lạp, nữ đang cầm hà bao (荷包) (túi dạ cá).

## Hiện vật khảo cổ
Các dạng áo trực lĩnh được phát hiện nhiều trong các mộ hợp chất thuộc thế kỉ XVI đến XVIII. Năm 1982, ở Hưng Yên, người ta phát hiện lăng mộ quan Đại tư đồ Trịnh Trung hầu Nguyễn Bá Khanh. Các đồ tùy táng của Đại Tư Đồ Nguyễn Bá Khanh có nhiều áo trực lĩnh, trong đó các dạng Tràng Vạt, dạng áo cổ thìa, Bù Long, áo bông trần tay chẽn,. Năm 2005, tại cánh đồng vườn đào Nhật Tân quận Tây Hồ, phát hiện cổ mộ xác ướp cụ ông thế kỉ XVIII. Theo các nhà khảo cổ, chủ nhân mộ không phải quan lại mà chỉ là phú hộ trong xã hội. Các hiện vật tùy táng gồm áo Tràng Vạt, rất nhiều áo Bù Long, một đôi hia cao may bằng vải thô bọc lụa, một đôi găng tay, và nhiều túi gấm cánh sen, túi dạ cá đựng trầu cau, thuốc lào. Xác ướp mặc tổng cộng hai quần và hai mươi ba lớp áo